# 覃勤
覃勤（1906年10月15日—1981年1月9日），字醒群，湖南省常德縣人，著名中醫師，「中華民國中醫師公會全國聯合會」第一屆第一任秘書長，也是中國醫藥學院（今中國醫藥大學）的創辦人之一，曾任第一屆立法委員。

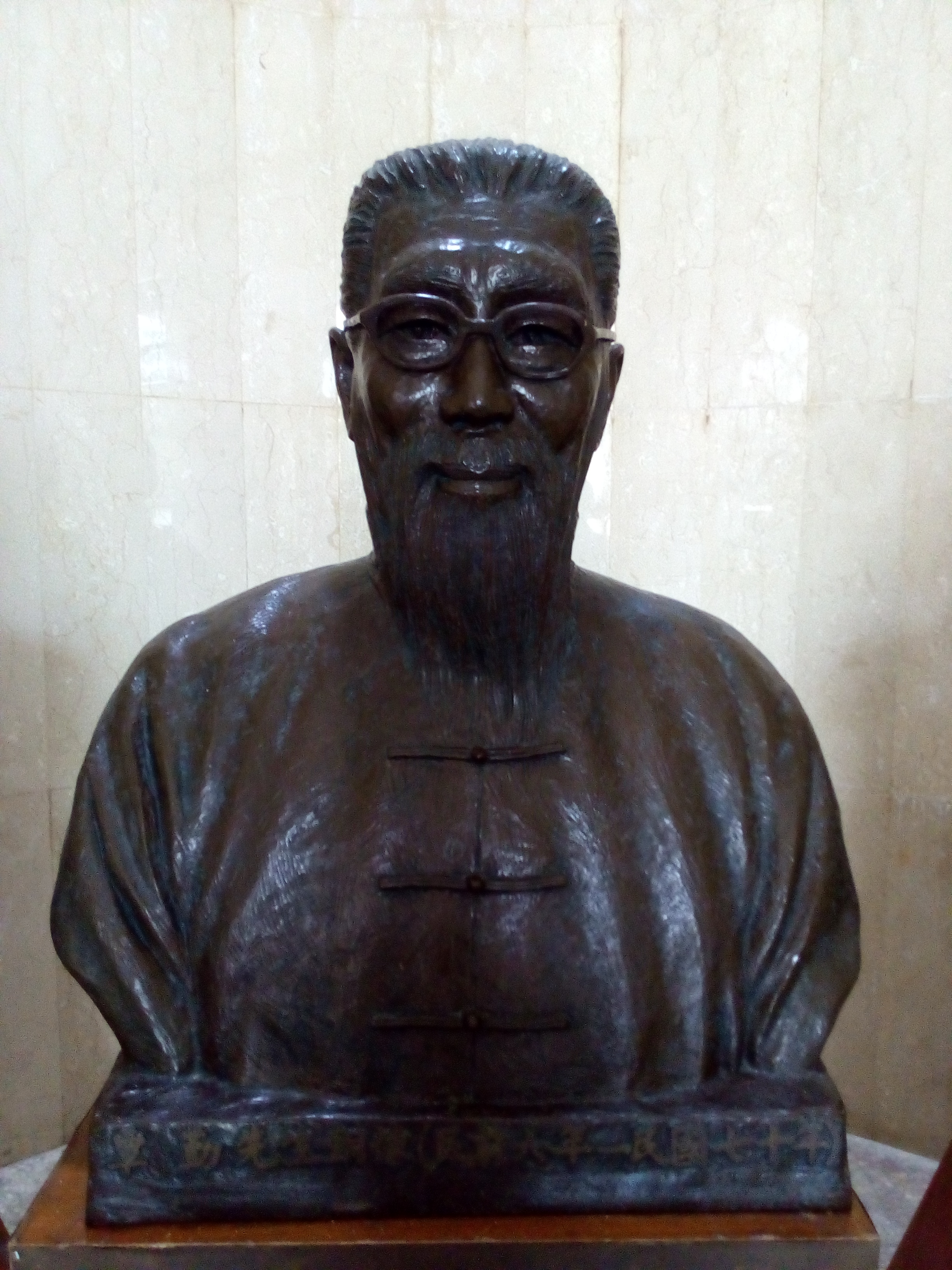
中國醫藥大學設置的覃勤銅像

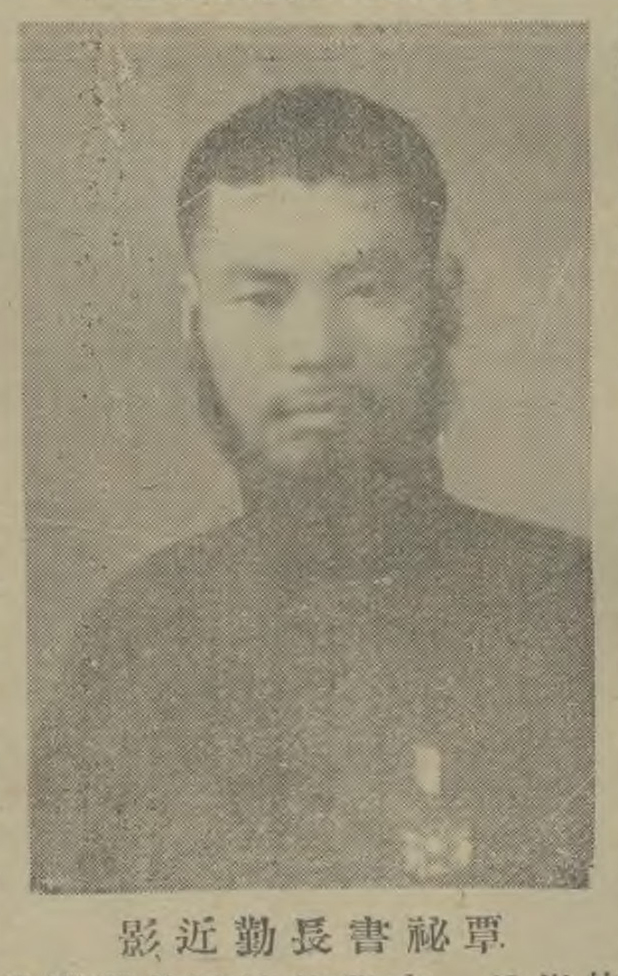
覃祕書長勤近影

## 生平

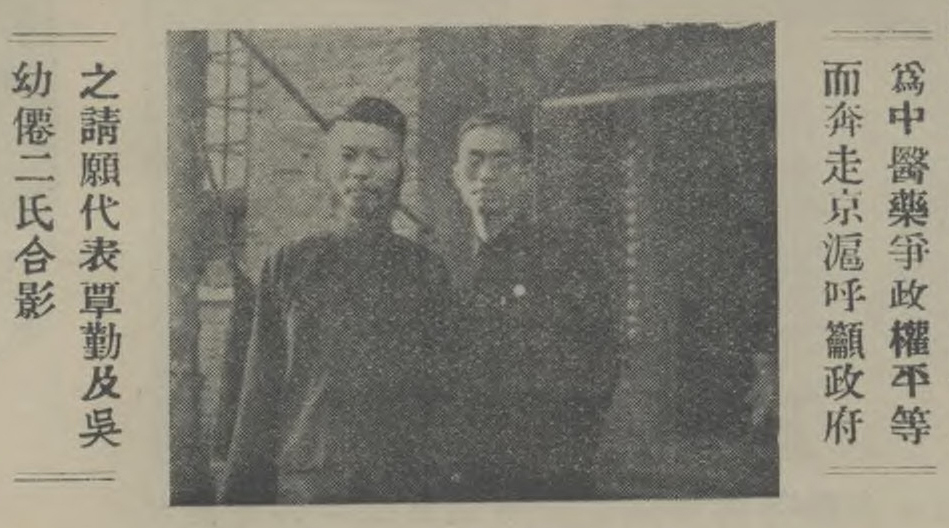
爲中醫藥爭政權平等而奔走京滬呼籲政府之請願代表覃勤及吳幼僊二氏合影

「中華民國中醫師公會全國聯合會」於民國34年在重慶成立，浙江鄭曼青被選為第一屆第一任理事長，湖南覃勤任秘書長。民國37年，擔任第一屆中醫特考典試委員，拔擢後進不遺餘力。為黃維三、馬光亞的恩師。
與陳固、陳恭炎共同創辦中國醫藥學院，推動台灣中醫教育。
1962年，在中國醫藥學院暫兼院長任內，發給學生在學證明書，本係例行作業，而被挾嫌者誣攀為：「意圖妨害兵役」，後因妨害兵役案被判處有期徒刑二年、禠奪公權三年，覃勤服滿刑期出獄後，立委和黨員身分都被取消，就回到中國醫藥學院擔任理事

## 用藥風格
處方時擅在補腎陽、補腎陰藥中，佐以厚朴行氣消積，以防止滋膩太過之弊。